# Institut St. Josef

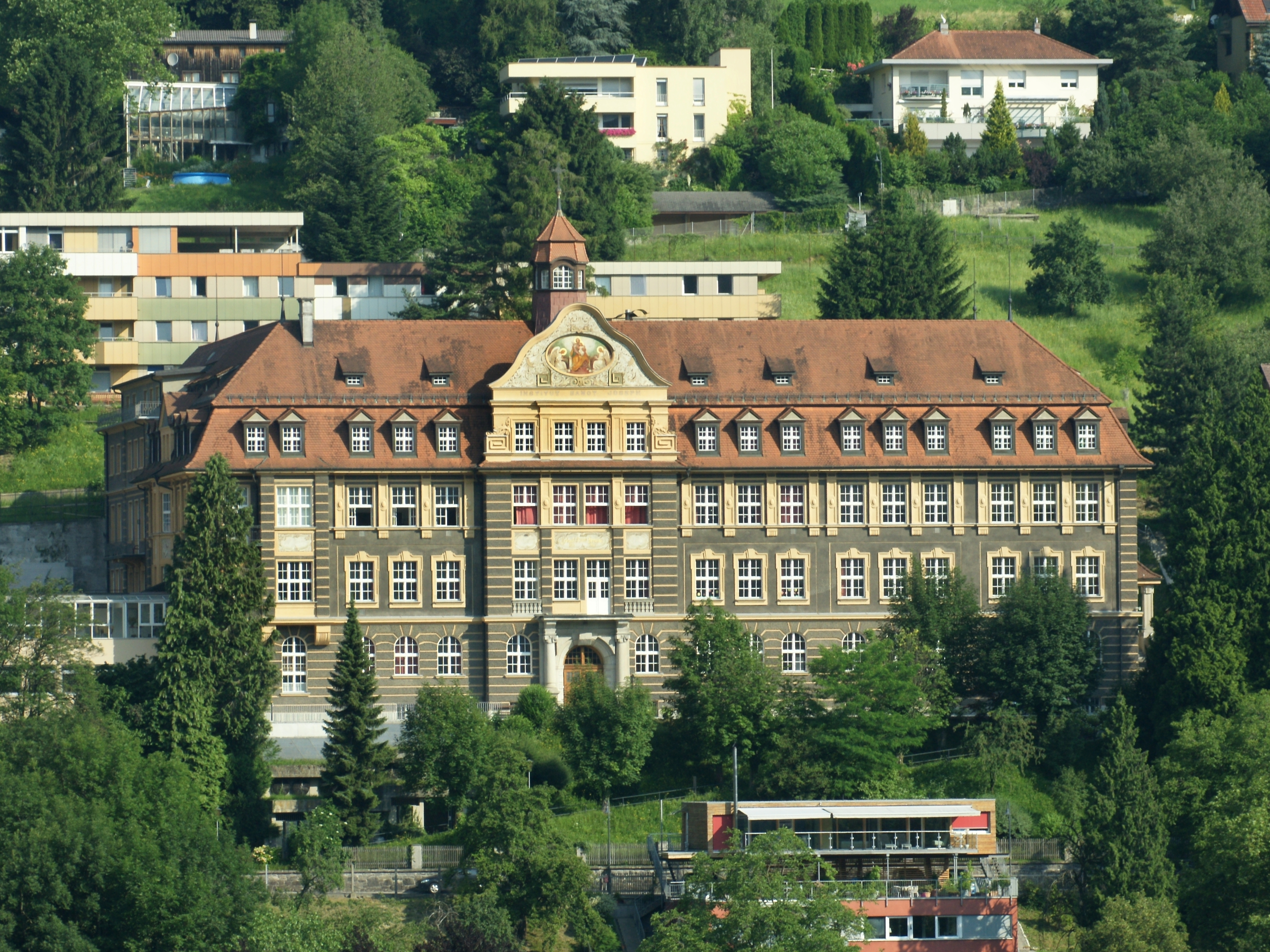
Institut St. Josef, gesehen von der Schattenburg

Das Institut St. Josef ist ein Kloster der Barmherzigen Schwestern vom heiligen Kreuz in Feldkirch, Vorarlberg und ist ein Schulzentrum in der Ardetzenbergstraße 31.

## Lage
Das Institut St. Josef liegt oberhalb von Feldkirch, neben dem Ardetzenberger Weinberg und gegenüber der Schattenburg.
Der Baukomplex des Instituts St. Josef am Ardetzenberg steht unter Denkmalschutz (Listeneintrag).

## Geschichte
Seit 1890 sind Kreuzschwestern in Feldkirch in der Erziehungsarbeit tätig, zuerst in verschiedenen Mietobjekten. 1891 wurde eine Grund- und Haushaltungsschule gegründet, die fünf Jahre später Öffentlichkeitsrecht bekam.

1910/11 wurde das heutige Institut St. Josef als barockisierter breitgelagerter Monumentalbau mit etwas aus der Mitte angeordnetem geschwungenen Giebel mit einem Fresko Heiliger Joseph erbaut. Das Fresko Maria Immaculata am linken Seitenflügel aus 1911 ist von Florus Scheel. In den Jahren 1958 bis 1965 wurden Zubauten unter dem Architekten Werner Pfeifer errichtet und 1982 mit Architekt Markus Ruhm erweitert.

## Bildungsangebot
- Mittelschule
- Bildungsanstalt für Elementarpädagogik (BAfEP)
- Höhere Lehranstalt für wirtschaftliche Berufe (HLW) Feldkirch